# Tok
Tok este o arie protejată (sit de importanță comunitară — SCI) din Republica Cehă întinsă pe o suprafață de 156,6 ha, integral pe uscat.

## Localizare
Centrul sitului Tok este situat la coordonatele 49°42′02″N 13°53′13″E / 49.700556°N 13.886944°E.

## Înființare
Situl Tok a fost declarat sit de importanță comunitară în noiembrie 2009 pentru a proteja un număr necunoscut de specii din flora spontană și fauna sălbatică aflate în arealul zonei.

## Biodiversitate
Situată în ecoregiunea continentală, aria protejată conține 4 habitate naturale: Pante stâncoase silicioase cu vegetație casmofită, Mlaștini turboase de tranziție și turbării mișcătoare, Pajiști uscate europene, Turbării active.
La baza desemnării sitului se află un număr nedeclarat de specii protejate.